# Jonson Gallery and House
La Jonson Gallery and House est un bâtiment américain à Albuquerque, dans le comté de Bernalillo, au Nouveau-Mexique. Situé sur le campus principal de l'université du Nouveau-Mexique, il a été construit dans le style Pueblo Revival en 1949, selon les plans de l'architecte John Gaw Meem réalisés l'année précédente. Originellement la maison, l'atelier et la galerie du peintre Raymond Jonson (en) (1891-1982), elle est inscrite au Registre national des lieux historiques depuis le 22 février 2002.